# Rumiancewo
Rumiancewo (ros. Румянцево – Rumiancewo) – stacja metra w Moskwie, na linii Sokolniczeskiej. Stacja została otwarta 18 stycznia 2016.